# Armageddon (Badings)
Armageddon is een compositie voor sopraansolo, harmonieorkest en geluidsband van Henk Badings.
Het werk werd op cd opgenomen door het American Wind Symphony Orchestra onder leiding van Robert Austin Boudreau.